# Ламартинова къща
Къщата на Георги Мавриди, известна още като Ламартинова къща е възрожденска къща в Пловдив. Намира се на Джамбаз тепе, на улица „Княз Церетелев“ № 19, на ъгъла с улица „Зора“ в Стария град.

## История
Построена е през 1829 – 1830 г. за богатия търговец Георги Мавриди. През 1833 г. за 3 дни в нея отсяда френският национален поет и виден политик Алфонс дьо Ламартин на връщане от пътуването си из Ориента. Оттогава домът е наречен на неговото име.
Къщатат на Мавриди е сред най-големите симетрични къщи в Стария град. Поради стръмния терен, на който е построена къщата, фасадата към улицата е 3-етажна, а към двора – 2-етажна. Приземието е с неправилна форма, която е коригирана на двата горни етажа посредством стъпаловидно изнесени еркери. Разпределението на етажите е еднакво: 2 големи стаи, по-малка стая и сервизни помещения околовръст на централен салон -"хайет"; по оста на влизане е трираменното стълбище за етажа.
Ламартиновата къща е обявена за паметник на културата и след многократни текущи ремонти е цялостно реставрирана от НИПК към 1972 г. с подмяна на дървения гредо-подпорен скелет със стоманени профили от инж. Красимир Дамянов и арх. Петър Дикиджиев. От 1978 г. се ползва като творческа база на Съюза на българските писатели. Една от стаите е отделена за постоянна експозиция, посветена на френския поет.